# Carrera de la Paz sub-23
La Carrera de la Paz sub-23 (oficialmente en checo: Grand Prix Priessnitz Spa/Course de la Paix U23/Závod Míru U23) es una carrera profesional de ciclismo en ruta por etapas que se realiza en la República Checa.
Fue creada en el año 2013 bajo en nombre de Course de la Paix U23 (Carrera de la Paz sub-23 en español) y en 2014 entró a formar parte del UCI Europe Tour como competencia de categoría 2.2U (última categoría del profesionalismo en carreras de varios días, para corredores menores de 23 años). En 2015 entró a formar parte de la Copa de las Naciones UCI sub-23 bajo la categoría 2.Ncup. En 2017 su nombre cambió al de Grand Priessnitz Spa (Gran Premio Priessnitz Spa), nombrado así por su patrocinador principal.

## Palmarés
| Año                        | Ganador             | Segundo             | Tercero              |           |
| -------------------------- | ------------------- | ------------------- | -------------------- | --------- |
| Carrera de la Paz sub-23   |                     |                     |                      |           |
| 2013                       | Toms Skujiņš        | Jan Hirt            | Luka Pibernik        |           |
| 2014                       | Samuel Spokes       | Bram Van Broekhoven | Bartosz Warchoł      |           |
| 2015                       | Gregor Mühlberger   | Loïc Vliegen        | Odd Christian Eiking |           |
| 2016                       | David Gaudu         | Tao Geoghegan Hart  | Kilian Frankiny      |           |
| Gran Premio Priessnitz Spa |                     |                     |                      |           |
| 2017                       | Bjorg Lambrecht     | Niklas Eg           | Michal Schlegel      |           |
| 2018                       | Tadej Pogačar       | Samuele Battistella | Marc Hirschi         |           |
| 2019                       | Andreas Leknessund  | Stefan Bissegger    | Clément Champoussin  |           |
| 2020                       | cancelada           | cancelada           | cancelada            | cancelada |
| 2021                       | Filippo Zana        | Kristjan Hočevar    | Toon Clynhens        |           |
| 2022                       | Lennert Van Eetvelt | Rudy Porter         | Mathias Vacek        |           |
| 2023                       | Antoine Huby        | Simon Dalby         | Davide De Cassan     |           |
| 2024                       | Brieuc Rolland      | Aaron Dockx         | Léo Bisiaux          |           |

## Palmarés por países
| País      | Victorias |
| --------- | --------- |
| Francia   | 3         |
| Bélgica   | 2         |
| Australia | 1         |
| Letonia   | 1         |
| Austria   | 1         |
| Eslovenia | 1         |
| Noruega   | 1         |
| Italia    | 1         |
| España    | 1         |